# Liste der Kulturdenkmäler in Enkirch
In der Liste der Kulturdenkmäler in Enkirch sind alle Kulturdenkmäler der rheinland-pfälzischen Ortsgemeinde Enkirch aufgeführt. Grundlage ist die Denkmalliste des Landes Rheinland-Pfalz (Stand: 10. August 2023).

## Denkmalzonen
| Bezeichnung                          | Lage | Baujahr                | Beschreibung | Bild            |
| ------------------------------------ | --- | ---------------------- | --- | --------------- |
| Denkmalzone neuer jüdischer Friedhof | Starkenburger Weg, auf dem christlichen Friedhof Lage | 1885                   | kleines, von Hecken umgebenes Areal, etwa 20 Grabsteine | BW              |
| Denkmalzone Ortskern                 | Am Wallgraben 15, 17 und 19, Am Wochenmarkt 1–29 und 2–14, An der Krone 1–8, Backhausstraße 1, 3, 7 und 2–18, Drillesgasse 1–7, 2, 4, 8 und 10, Im alten Tal 2 und 4, Kirchstraße 1–13, 4, 6 und 12–28, Königestraße 15–53, 12 und 16–31, Priesterstraße 1–37 und 2–44, Sonnenstraße 1–4, Sponheimer Straße 23–45 und 34–58, Thonesstraße 1–3 und 2–10, Weingasse 1–11 und 2–26, Winkelstraße 1–11, Zum Herrenberg 1–33 und 2–54 Lage | ab dem 16. Jahrhundert | Die historische Ortslage von Enkirch zeigt eine sehr heterogene Struktur, vermutlich bedingt durch die Entstehung aus mehreren Keimzellen und die Existenz zahlreicher herrschaftlicher Höfe, deren Areal zum Teil bis heute unverbaut blieb. Auch die Dichte der historischen Bausubstanz schwankt sehr stark zwischen nahezu komplett erhaltenen Straßenabschnitten des 16. und 17. Jahrhunderts und weitgehend modernisierten Bereichen. Zusammenfassende Denkmalzone wegen der historischen Bedeutung des Ortes, die sich noch immer in zahlreichen, zum Teil herausragenden Einzeldenkmälern sowie in kleineren und größeren Ensembles zeigt. | Fotos hochladen |
| Denkmalzone Sponheimer Straße 54     | Sponheimer Straße 54 Lage | 1733                   | ehemaliger herrschaftlicher Hof (?); stattliches Fachwerkhaus, teilweise massiv, Mansardwalmdach, bezeichnet 1733; bauliche Gesamtanlage mit Wirtschaftsgebäude und ummauertem Garten | BW              |

## Einzeldenkmäler
| Bezeichnung                            | Lage                                                                | Baujahr                            | Beschreibung | Bild                           |
| -------------------------------------- | ------------------------------------------------------------------- | ---------------------------------- | --- | ------------------------------ |
| Donnermühle                            | Am Edelberg 1 Lage                                                  | erste Hälfte des 19. Jahrhunderts  | kleiner Bruchsteinbau, teilweise Fachwerk, erste Hälfte des 19. Jahrhunderts | Fotos hochladen                |
| Hospital                               | Am Hospital 3 Lage                                                  |                                    | ehemaliges Hospital; erhalten ein kleiner Massivbau, teilweise Fachwerk, mit wohl mittelalterlicher Tordurchfahrt | Fotos hochladen                |
| Villa                                  | Am Steffensberg 19 Lage                                             | 1897                               | Winzervilla; stattlicher neugotischer Schieferbau, dreigeschossiger Eckturm, bezeichnet 1897 | Fotos hochladen                |
| Wohnhaus                               | Am Steffensberg 68 Lage                                             | 1908                               | Winzerhaus; Bruchsteinbau, teilweise verschiefertes Zierfachwerk, bezeichnet 1908 | BW                             |
| Ortsbefestigung                        | Am Wallgraben, Priesterstraße Lage                                  | 1499                               | wohl von 1499, größere Teile an der Nordseite der Priesterstraße, ein wehrgangartiger Fachwerküberbau, Spitzbogen eines heute vermauerten Tores sowie ein längerer Mauerzug an der Südseite beiderseits Am Wallgraben                                                                                        | weitere Bilder Fotos hochladen |
| Wohnhaus                               | Am Wallgraben 3 Lage                                                |                                    | stattliches Wohnhaus, ehemalige Zehntscheune (?), eventuell noch spätmittelalterlich | Fotos hochladen                |
| Wohnhaus                               | Am Wallgraben 13 Lage                                               | 16. Jahrhundert                    | ehemaliger Hof der Schenk von Schmidtburg; dreigeschossiger Massivbau, gekappter Treppenturm, 16. Jahrhundert | Fotos hochladen                |
| Wohnhaus                               | Am Wallgraben 17 Lage                                               | um 1600                            | dreigeschossiges Fachwerkhaus, teilweise massiv, um 1600 | Fotos hochladen                |
| Wohnhaus                               | Am Wallgraben 19 Lage                                               | 1617                               | dreigeschossiges Fachwerkhaus, teilweise massiv, Walmdach, angeblich von 1617 | Fotos hochladen                |
| Wohnhaus                               | Am Wochenmarkt 9 Lage                                               | 1583                               | dreigeschossiges Wohnhaus, teilweise massiv, teilweise verschiefert, bezeichnet 1583, Fachwerk eventuell noch aus dem 15. Jahrhundert | Fotos hochladen                |
| Wohnhaus                               | Am Wochenmarkt 13 Lage                                              |                                    | Fachwerkhaus, teilweise massiv | Fotos hochladen                |
| Wohnhaus                               | Backhausstraße 1, Priesterstraße 26 Lage                            | 17. Jahrhundert                    | Komplex aus zwei Fachwerkbauten, teilweise mit reichem Zierfachwerk, polygonaler Erker, 17. Jahrhundert, teilweise konstruktives Fachwerk, wohl aus dem 18. Jahrhundert | Fotos hochladen                |
| Wohnhaus                               | Bahnhofstraße 2 Lage                                                | erste Hälfte des 19. Jahrhunderts  | Krüppelwalmdachbau, Bruchstein, erste Hälfte des 19. Jahrhunderts, um 1920/30 überformt; Gesamtanlage mit verputem Fachwerknebengebäude, Hof und Garten | BW                             |
| Weingut                                | Bahnhofstraße 32 Lage                                               | um 1910/20                         | Weingut; Wohnhaus mit polygonalem Eckstanderker, teilweise mit Zierfachwerk, um 1910/20; Nebengebäude teilweise massiv, teilweise Fachwerk | Fotos hochladen                |
| Weingut                                | Im alten Tal 2 Lage                                                 | ab dem 16. oder 17. Jahrhundert    | Dreiflügelanlage; Hauptbau, teilweise Schiefer, teilweise Fachwerk, bezeichnet 1925; massiver Flügel mit rundem Treppenturm, wohl aus dem 16. oder 17. Jahrhundert; zur Weingasse gelegener Flügel mit massivem Erdgeschoss, bezeichnet 1839, Fachwerk wohl aus dem 17. oder 18. Jahrhundert; Hoftor um 1925 | Fotos hochladen                |
| Wohnhaus                               | Im alten Tal 4 Lage                                                 |                                    | dreigeschossiges ehemaliges Zeilenwohnhaus | Fotos hochladen                |
| Evangelische Pfarrkirche               | Kirchstraße 1 Lage                                                  | ab dem 13. Jahrhundert             | dreiachsiger Saalbau, 1718, mit drei gotischen Chören, 13., 14. und Anfang des 16. Jahrhunderts, Südturm 1616–18 | weitere Bilder Fotos hochladen |
| Kriegerdenkmal                         | Kirchstraße, bei Nr. 1 Lage                                         | 1920er oder 1930er Jahre           | Kriegerdenkmal 1914/18, Skulptur einer trauernden Mutter mit Kind | BW                             |
| Wohnhaus                               | Kirchstraße 6 Lage                                                  | 1752                               | Fachwerkhaus, teilweise massiv, Mansarddach, bezeichnet 1752 | Fotos hochladen                |
| Wohnhaus                               | Kirchstraße 9 Lage                                                  | 1734                               | stattlicher Mansardwalmdachbau, teilweise verschiefert, bezeichnet 1734 | BW                             |
| Wohnhaus                               | Kirchstraße 13 Lage                                                 | 16. oder 17. Jahrhundert           | T-förmiges Fachwerkhaus, teilweise massiv, verputzt, wohl aus dem 16. oder 17. Jahrhundert | Fotos hochladen                |
| Wohnhaus                               | Kirchstraße 28 Lage                                                 | 1909                               | stattliches historistisches Eckwohnhaus, teilweise Schiefer, teilweise Zierfachwerk, bezeichnet 1909 | Fotos hochladen                |
| Wohnhaus                               | Königstraße 4 Lage                                                  | 16. und 18. Jahrhundert            | Fachwerkhaus, teilweise massiv, 16. und 18. Jahrhundert | Fotos hochladen                |
| Wohnhaus                               | Königstraße 12 Lage                                                 | 1755                               | ehemaliger Hof des Klosters Machern; Fachwerkhaus, teilweise massiv, bezeichnet 1755 | Fotos hochladen                |
| Wohnhaus                               | Königstraße 19/21 Lage                                              | 1833                               | Doppelwohnhaus; dreigeschossiger klassizistischer Walmdachbau, bezeichnet 1833 | Fotos hochladen                |
| Lagerhaus                              | Königstraße 30 Lage                                                 | 17. oder 18. Jahrhundert           | Fachwerkbau, teilweise massiv, mit Ladeluke, 17. oder 18. Jahrhundert | Fotos hochladen                |
| Wohnhaus                               | Mühlweg 10 Lage                                                     | zweite Hälfte des 18. Jahrhunderts | Mansarddachbau, teilweise verputzt oder verschiefert, zweite Hälfte des 18. Jahrhunderts | Fotos hochladen                |
| Schulhaus                              | Priesterstraße 2 Lage                                               | Anfang des 19. Jahrhunderts        | zehnachsiger klassizistischer Putzbau, Anfang des 19. Jahrhunderts | Fotos hochladen                |
| Wohnhaus                               | Priesterstraße 3/5 Lage                                             | 17. oder 18. Jahrhundert           | Fachwerkhaus, teilweise massiv, verputzt, wohl aus dem 17. oder 18. Jahrhundert | Fotos hochladen                |
| Wohnhaus                               | Priesterstraße 37 Lage                                              | 1706                               | Fachwerkhaus, teilweise massiv, Pilasterportal, bezeichnet 1706 | Fotos hochladen                |
| Wohnhaus                               | Sonnenstraße 3 Lage                                                 | 1920                               | villenartiger Bruchsteinbau, teilweise verputzt oder verschiefert, Mansarddach, bezeichnet 1920; mit Ausstattung | Fotos hochladen                |
| Katholische Pfarrkirche St. Franziskus | Sponheimer Straße 1 Lage                                            | 1475–80                            | ehemalige Wallfahrtskirche, Marienkapelle, 1475–80, Emil Snyders und Getze Hansen; einschiffiger Bau mit zwei Ostchören, 1475–92 | weitere Bilder Fotos hochladen |
| Wohnhaus                               | Sponheimer Straße 23 Lage                                           | 18. Jahrhundert                    | Fachwerkhaus, 18. Jahrhundert | Fotos hochladen                |
| Wohnhaus                               | Sponheimer Straße 25 Lage                                           | spätes 16. Jahrhundert             | Fachwerkhaus, teilweise massiv, über hohem Untergeschoss, eventuell noch aus dem 16. Jahrhundert | Fotos hochladen                |
| Wohnhaus                               | Sponheimer Straße 27/29 Lage                                        | 1612                               | dreigeschossiges Fachwerkhaus, teilweise massiv oder verputzt, bezeichnet 1612 | Fotos hochladen                |
| Wohnhaus                               | Sponheimer Straße 33 Lage                                           |                                    | breitgelagertes Fachwerkhaus, teilweise massiv, Halbwalmdach, Zeitstellung unklar | Fotos hochladen                |
| Wohnhaus                               | Sponheimer Straße 34, Priesterstraße 44 Lage                        | spätes 16. Jahrhundert             | stattliches Fachwerkhaus, teilweise verputzt, eventuell noch aus dem 16. Jahrhundert | Fotos hochladen                |
| Wohnhaus                               | Sponheimer Straße 36 Lage                                           | 1626                               | Fachwerkhaus, teilweise massiv, angeblich von 1626 | Fotos hochladen                |
| Wohnhaus                               | Sponheimer Straße 42 Lage                                           | 1743                               | Fachwerkhaus, teilweise massiv, verputzt, bezeichnet 1743, im Kern sicher älter | Fotos hochladen                |
| Gasthaus Zum Weinkrug                  | Sponheimer Straße 56 Lage                                           | 17. Jahrhundert                    | Fachwerkhaus, teilweise massiv oder verschiefert, 17. Jahrhundert | Fotos hochladen                |
| Wohnhaus                               | Weingasse 1 Lage                                                    | 1609                               | Fachwerkhaus mit reichem Schmuckfachwerk über hohem Untergeschoss, im unteren Bereich teilweise massiv, 1609 (dendro-datiert); von dominierender Wirkung im Straßenbild | Fotos hochladen                |
| Eingang                                | Weingasse, an Nr. 2 Lage                                            | 1761                               | ehemaliger Eingang, bezeichnet 1761 | Fotos hochladen                |
| Hofanlage                              | Weingasse 7 Lage                                                    | 18. Jahrhundert                    | ehemaliger herrschaftlicher Hof (?); langgestrecktes Fachwerkhaus, teilweise massiv, 18. Jahrhundert, im 20. Jahrhundert überformt | Fotos hochladen                |
| Wohnhaus                               | Weingasse 16 Lage                                                   | 1675                               | breitgelagertes Fachwerkhaus, teilweise massiv, bezeichnet 1675 | Fotos hochladen                |
| Eingang                                | Weingasse, an Nr. 18 Lage                                           | 1747                               | barocker Eingang, bezeichnet 1747 | Fotos hochladen                |
| Heimatmuseum und Ratsweinschänke       | Weingasse 20 Lage                                                   | 1678/79                            | mehrteiliger Baukomplex, angeblich von 1678/79; Fachwerkbau, teilweise massiv, erkerartiger Vorbau, bezeichnet 1778 | Fotos hochladen                |
| Wohnhaus                               | Winkelstraße 2 Lage                                                 | 16. Jahrhundert                    | stattliches Fachwerkhaus, teilweise massiv, verputzt oder verschiefert, steiles Halbwalmdach, wohl aus dem 16. Jahrhundert oder älter | Fotos hochladen                |
| Wohnhaus                               | Winkelstraße 11 Lage                                                | 17. oder 18. Jahrhundert           | zweiteiliges, teilweise dreigeschossiges Fachwerkhaus, teilweise massiv oder verschiefert, 17. oder 18. Jahrhundert | BW                             |
| Wohnhaus                               | Zum Herrenberg 10/12 Lage                                           | um 1600                            | dreigeschossiges Fachwerkhaus, teilweise massiv, um 1600 | Fotos hochladen                |
| Wohn- und Geschäftshaus                | Zum Herrenberg 16 Lage                                              | erste Hälfte des 16. Jahrhunderts  | Wohn- und Geschäftshaus; Fachwerkbau, teilweise massiv, erste Hälfte des 16. Jahrhunderts | Fotos hochladen                |
| Wohn- und Geschäftshaus                | Zum Herrenberg 20 Lage                                              | 1637                               | Fachwerkbau, teilweise massiv, angeblich von 1637 | Fotos hochladen                |
| Wohn- und Geschäftshaus                | Zum Herrenberg 42 Lage                                              | 1607                               | Wohn- und Geschäftshaus; dreigeschossiger Fachwerkbau, teilweise massiv, bezeichnet 1607 | Fotos hochladen                |
| Wirtschaftsgebäude                     | Zum Herrenberg 43 Lage                                              | 18. Jahrhundert                    | ehemaliges Wohnhaus (?), später Wirtschaftsgebäude; eingeschossiger Massivbau, (verputzte) Fachwerkgiebel wohl aus dem 18. Jahrhundert | Fotos hochladen                |
| Rathaus                                | Zum Herrenberg 54 Lage                                              | um 1900                            | ehemaliges Rathaus (?); kubischer Walmdachbau, Schiefer, um 1900 | BW                             |
| Gästehaus Cratzeburg                   | Zum Herrenberg 60 Lage                                              | 18. Jahrhundert                    | ehemaliger Hof der Cratz von Scharfenstein; stattlicher eingeschossiger Massivbau, im Kern spätmittelalterlich, im 18. Jahrhundert teilweise überformt | BW                             |
| Treppenturm                            | Zum Herrenberg, an Nr. 70 Lage                                      | 16. Jahrhundert                    | achteckiger Treppenturm, 16. Jahrhundert | Fotos hochladen                |
| Großbachmühle                          | östlich des Ortes am Großbach Lage                                  | 1834                               | kleiner Fachwerkbau, teilweise massiv, erbaut 1834, 1983 Beginn des Wiederaufbaus nach den vorhandenen Pläne | BW                             |
| Ahringsmühle                           | südöstlich des Ortes am Ahringsbach Lage                            | erste Hälfte des 19. Jahrhunderts  | repräsentativer Mansarddachbau, erste Hälfte des 19. Jahrhunderts, jüngerer Fachwerkerker; Gesamtanlage mit Garten mit Bruchsteinmauer und Resten einer barocken Buchsgliederung | Fotos hochladen                |
| Mühle                                  | südöstlich des Ortes am Ahringsbach, nördlich der Ahringsmühle Lage | 19. Jahrhundert                    | ehemalige Mühle; kleiner Fachwerkbau, teilweise massiv, wohl aus dem 19. Jahrhundert | BW                             |

## Ehemalige Kulturdenkmäler
| Bezeichnung | Lage               | Baujahr | Beschreibung | Bild            |
| ----------- | ------------------ | ------- | --- | --------------- |
| Villa       | Am Edelberg 2 Lage |         | Winzervilla; dreigeschossiger historisierender Walmdachbau auf L-förmigem Grundriss; modern überformt, aus Denkmalliste gelöscht | Fotos hochladen |